# Hitsville UK
Hitsville UK è il tredicesimo singolo della band The Clash, il terzo estratto dal loro quarto album Sandinista!.

## Il brano
È ritenuto uno dei brani più melodici della band, ricco di influenze gospel e soul (in particolare nelle parti di organo), con la parte vocale affidata alla cantante-attrice statunitense Ellen Foley accompagnata dal chitarrista e cantante dei Clash Mick Jones, all'epoca suo fidanzato.
Il titolo è un riferimento a Motown Records, l'etichetta soul/R'n'B americana che aveva denominato "Hitsville USA" la propria sede a Detroit, mentre il testo racconta una storia idealizzata del pop/rock indipendente inglese dei tardi anni 70/primi anni 80, la cui purezza musicale e di intenti è contrapposta ai sotterfugi ed alle manovre commerciali del rock mainstream. Ricca di citazioni più o meno esplicite a etichette inglesi del periodo quali Small Wonder, Rough Trade, Fast Product e Factory Records, la canzone celebra la creatività e l'immediatezza delle canzoni e dei singoli prodotti da quella scena.
Il singolo venne pubblicato nel 1981 dalla CBS, con il pezzo inedito Radio One sul lato B. L'edizione USA (Epic) aveva invece Police on My Back - tratta anch'essa dall'album Sandinista! - sul retro. Raggiunse la cinquantaseiesima posizione nelle classifiche dei singoli inglesi.

## Tracce
Edizione UK: CBS 9480 – 16 gennaio 1981
1. Hitsville U.K. – (Strummer, Jones) - 4:21
2. Radio One – (Dread) - 6:20

Edizione USA: Epic 51013 – 17 febbraio 1981
1. Hitsville U.K. – (Strummer, Jones) - 4:21
2. Police on My Back – (Grant) - 3:19

## Formazione
- Mick Jones — voce, tastiere
- Topper Headon — batteria, percussioni
- Joe Strummer — chitarra elettrica
- Ellen Foley — voce
- Norman Watt-Roy — basso
- Mickey Gallagher — tastiere

Crediti
- The Clash — produttore